# Sistema Integral de Radiocomunicacions Digitals d'Emergència de l'Estat
El Sistema Integral de Radiocomunicacions Digitals d'Emergència de l'Estat (SIRDEE) és la xarxa de radiocomunicacions de tipus trunking digital, de banda estreta i xifrada d'extrem a extrem, utilitzada pels principals cossos de seguretat i emergències de l'Estat espanyol, basada en la tecnologia Tetrapol.
La xarxa permet realitzar comunicacions de veu i dades xifrades, garantint la seguretat i la confidencialitat de les transmissions entre els seus usuaris.